# Anta e Guetim
Anta e Guetim (oficialmente: União das Freguesias de Anta e Guetim) é uma freguesia portuguesa do município de Espinho, com 7,97 km² de área e 11376 habitantes (censo de 2021). A sua densidade populacional é 1 427,4 hab./km².
A esta união de freguesias também pertence Esmojães, antiga freguesia de "Ermógenes" e a aldeia mais oriental do município.

## História
Foi constituída em 2013, no âmbito de uma reforma administrativa nacional, pela agregação das antigas freguesias de Anta e Guetim. Tem a sede em Anta.

## Demografia
A população registada nos censos foi:
| Distribuição da População por Grupos Etários | Distribuição da População por Grupos Etários | Distribuição da População por Grupos Etários | Distribuição da População por Grupos Etários | Distribuição da População por Grupos Etários | Distribuição da População por Grupos Etários |
| -------------------------------------------- | -------------------------------------------- | -------------------------------------------- | -------------------------------------------- | -------------------------------------------- | -------------------------------------------- |
| Antes da agregação                           |                                              |                                              |                                              |                                              |                                              |
| Ano                                          | 0-14 anos                                    | 15-24 anos                                   | 25-64 anos                                   | >= 65 anos                                   | Total                                        |
| 2001                                         | 1935                                         | 1894                                         | 6858                                         | 1460                                         | 12147                                        |
| 2011                                         | 1584                                         | 1318                                         | 6744                                         | 2120                                         | 11766                                        |
| Após a agregação                             |                                              |                                              |                                              |                                              |                                              |
| Ano                                          | 0-14 anos                                    | 15-24 anos                                   | 25-64 anos                                   | >= 65 anos                                   | Total                                        |
| 2021                                         | 1259                                         | 1137                                         | 5798                                         | 3182                                         | 11376                                        |